# Amado Carrillo Fuentes
Amado Carrillo Fuentes (Navolato, 17 december 1956 – Mexico-Stad, 4 juli 1997) was een Mexicaanse drugsbaron. Hij stond bekend onder de bijnaam El Señor de Los Cielos ("De Heer van de Lucht").

## Levensloop
Carrillo was de neef van Ernesto Fonseca Carrillo, ook bekend als "Don Neto", leider van het Guadalajarakartel. Nadat hij bij zijn oom Ernesto begon als marihuanahandelaar, klom Carrillo op in de gelederen van het Guadalajarakartel. Vanaf 1981 raakte hij geïnteresseerd in de luchtvaart als middel om drugs te vervoeren. Hij ontwikkelde een kleine vloot vliegtuigen en vervoerde drugs naar de Verenigde Staten. Vanaf 1986 begon hij cocaïne te vervoeren namens het Medellínkartel onder leiding van Pablo Escobar. Met de hulp van zijn broers zette hij een bedrijf op en nam hij de controle van het Juárezkartel over nadat hij zijn baas Rafael Aguilar Guajardo vermoordde.
Carrillo zat iets minder dan een jaar gevangen en profiteerde van de val van het Guadalajarakartel om de macht te verwerven en zijn vloot verder uit te breiden. Omdat hij nu beschikte over vliegtuigen zoals de Boeing 727 of de Caravelle, namen de leveringen in volume toe en vervoerde hij tot 2,5 ton cocaïne per maand. Hij kreeg daarom de bijnaam El Señor de Los Cielos ("De Heer van de Lucht"). Er wordt geschat dat hij tijdens zijn carrière meer dan $25 miljard aan inkomsten heeft kunnen verdienen.
Gevolgd door de Mexicaanse en Amerikaanse overheden, en wetende dat er een prijs op zijn hoofd stond, onderging hij in juli 1997 in een Mexicaans ziekenhuis een lange plastische chirurgische operatie bedoeld om zijn uiterlijk te veranderen. Hij overleed aan het einde van deze operatie.

## In populaire cultuur
- In de televisieserie El Señor de Los Cielos (2013-) is het personage Aurelio Casillas gebaseerd op Amado Carrillo Fuentes.
- Carrillo komt voor in de televisieserie El Chapo (2017), gebaseerd op het leven van Joaquín "El Chapo" Guzmán.
- In de televisieseries Narcos (2017) en Narcos: Mexico (2018-2021) wordt Carrillo gespeeld door José María Yazpik.

- Library of Congress Control Number: nb2021004371
- Virtual International Authority File: 2466162301482220270009
- WorldCat: E39PCjJgGvryB6RBdDtbR9yHP3